# Gåsevad
Gåsevad (dansk) eller Goosewatt (tysk) er en bebyggelse beliggende ved skoven Husbyris mellem Husby og Husbyskov i landskabet Angel i Sydslesvig. Administrativt hører Gåsevad under Husby Kommune i Slesvig-Flensborg kreds i den nordtyske delstat Slesvig-Holsten. I kirkelig henseende hører landsbyen til Husby Sogn. Sognet lå i Husby Herred (Flensborg Amt, Sønderjylland), da området tilhørte Danmark.
Gåsevad er første gang nævnt 1819. På jysk / angeldansk udtales navnet Gåasvaj. Navnet er hentet fra dansk gås og vad for et vadested (altså gæssenes vadested). Nord for Gåsevad ligger Snurom, syd for landsbyen Markerup.